# Umberto Chiacchio
Umberto Chiacchio (n. 8 februarie 1930, Grumo Nevano, Campania, Italia – d. 18 octombrie 2001, Massa Lubrense, Campania, Italia) a fost un om politic italian, a fost, de asemenea, antreprenor și manager al Italgest S.P.A.